# Liste der Ehrenbürger von Dresden
Ehrenbürger Dresdens werden Personen, die nach Einschätzung der Stadt – bis 1994 der Stadtverordneten (nach 1945 der Stadtverordnetenversammlung), seitdem des Stadtrates – besondere Verdienste um Dresden erworben bzw. besondere Verbundenheit mit Dresden gezeigt haben. Die Würdigung wird auf deren mehrheitlichen Beschluss hin durch den jeweiligen Oberbürgermeister im Rahmen eines Festaktes vorgenommen.
| Datum der Verleihung | Name                                                     | Bemerkung |
| -------------------- | -------------------------------------------------------- | --- |
| 07. Oktober 1833     | Johann Paul von Falkenstein                              | Staatsminister |
| 21. Juni 1838        | Friedrich August Bevilaqua                               | Generalmajor, Kommandant der Kommunalgarde |
| 04. September 1843   | Bernhard August von Lindenau                             | Staatsminister, Verfasser der Allgemeinen Städteordnung für Sachsen |
| 17. Dezember 1848    | Karl Heinrich Westen                                     | Registrator im sächs. Kriegsministerium, Armenvorsteher |
| 05. März 1851        | Karl Gottfried Theodor Winkler (Pseudonym: Theodor Hell) | Schriftsteller, Hofrat, Vizedirektor der kgl. musikalischen Kapelle und des Hoftheaters |
| 05. Dezember 1851    | Friedrich Ferdinand Gottlieb von Globig                  | Geheimrat und Kammerherr |
| 01. August 1853      | Friedrich August Franke                                  | Konsistorialrat, Hofprediger |
| 21. November 1855    | Franz Seraphin von Kuefstein                             | Wirkl. Geheimrat und Kämmerer, bevollmächtigter Minister, österreichischer Gesandter in Dresden von 1845–1854 |
| 30. Mai 1857         | Kronprinz Albert                                         | damals Thronfolger |
| 30. Mai 1857         | Friedrich Ferdinand von Beust                            | Staatsminister |
| 30. Mai 1857         | Ferdinand von Zschinsky                                  | Staatsminister |
| 15. Dezember 1864    | Eduard von Könneritz                                     | Wirklicher Geheimer Rat, Kreisdirektor |
| 15. Dezember 1864    | Gustav von Hake                                          | sächsischer General der Infanterie, Gouverneur von Dresden |
| 01. Mai 1866         | Johann Meyer                                             | Großkaufmann, Stifter von Stipendien |
| 11. Juli 1871        | Fürst Otto von Bismarck-Schönhausen                      | Reichskanzler |
| 11. Juli 1871        | Helmut Graf von Moltke                                   | Generalfeldmarschall |
| 31. Dezember 1874    | Karl Julius Stübel                                       | Geheimer Justizrat, Stellv. Direktor des Bezirksgerichtes |
| 16. Oktober 1876     | Richard Freiherr von Friesen                             | Staatsminister a. D. |
| 31. Oktober 1876     | Heinrich Moritz Neubert                                  | Bürgermeister |
| 17. Februar 1878     | Karl Gustav Ackermann                                    | Advokat und Notar, Finanzprokurator, Stadtverordnetenvorsteher |
| 22. Dezember 1878    | Adrian Ludwig Richter                                    | Landschaftsmaler und Professor der Kunstakademie Dresden |
| 28. Dezember 1878    | Ernst Albert Jordan                                      | Kaufmann und Fabrikbesitzer, Geh. Kommerzienrat, 2. Vizevorstand der Stadtverordneten |
| 31. Mai 1882         | Hermann von Nostitz-Wallwitz                             | Staatsminister, Revisor der Allgemeinen Städteordnung für Sachsen (1873) |
| 11. Oktober 1883     | Ernst Julius Hähnel                                      | Bildhauer und Professor der Kunstakademie Dresden |
| 11. Oktober 1883     | Johannes Schilling                                       | Bildhauer und Professor der Kunstakademie Dresden |
| 31. März 1885        | Louis Friedrich Oskar von Schwarze                       | Generalstaatsanwalt, Stadtverordneter |
| 11. Mai 1887         | Prinz Georg von Sachsen                                  | damals Thronfolger |
| 09. August 1891      | Paul Alfred Stübel                                       | Oberbürgermeister |
| 30. April 1894       | Carl Ludwig Alfred Fiedler                               | Geh. Medizinalrat, Oberarzt am Stadtkrankenhaus |
| 11. Mai 1897         | Prinz Friedrich August von Sachsen                       | damals Thronfolger |
| 29. September 1905   | Karl Georg Levin von Metzsch-Reichenbach                 | Staatsminister |
| 06. Oktober 1909     | Otto Heinrich Graf Vitzthum von Eckstädt                 | Wirkl. Geheimer Rat, Hauptmann a. D. |
| 31. Oktober 1911     | Karl August Lingner                                      | Wirkl. Geheimer Rat, Kaufmann und Kosmetikfabrikant, Begründer der Lingner-Werke, des Sächsischen Serumwerkes, des Deutschen Hygiene-Museums, Stifter zahlreicher Einrichtungen des Gesundheitswesens und der Hygiene, Förderer der Künste u. a. m. |
| 09. September 1915   | Gustav Otto Beutler                                      | Oberbürgermeister |
| 30. Dezember 1915    | Johannes Georg Stöckel                                   | Rechtsanwalt, Oberjustizrat, Stadtverordnetenvorsteher |
| 25. März 1933        | Adolf Hitler                                             | Reichskanzler (aberkannt lt. Beschluss des Rates vom 25. Juni 1945) |
| 27. März 1933        | Paul von Beneckendorf und von Hindenburg                 | Reichspräsident |
| 11. Mai 1933         | Martin Mutschmann                                        | Reichsstatthalter in Sachsen (aberkannt lt. Beschluss des Rates vom 25. Juni 1945) |
| 11. Juni 1934        | Richard Strauss                                          | Komponist, Generalmusikdirektor |
| 12. März 1937        | Wilhelm Frick                                            | Reichsinnenminister (aberkannt lt. Beschluss des Rates vom 25. Juni 1945) |
| 11. Mai 1946         | Hermann Matern                                           | Mitglied des Zentralsekretariates (ZK) der SED, 1945 – Stadtrat in Dresden, KPD-Bezirkssekretär in Sachsen |
| 11. Mai 1946         | Rudolf Friedrichs                                        | Präsident der Landesverwaltung Sachsen, 1945 – Oberbürgermeister der Stadt Dresden |
| 11. Mai 1946         | Kurt Fischer                                             | 1. Vizepräsident der Landesverwaltung Sachsen, 1945 – Erster Bürgermeister der Stadt Dresden |
| 10. Mai 1953         | Martin Andersen Nexø                                     | dänischer Arbeiterdichter |
| 27. April 1954       | Otto Buchwitz                                            | Alterspräsident der Volkskammer der DDR, 1945 ff. – Vorsitzender der SPD/SED in Sachsen, Präsident des Sächsischen Landtages |
| 19. Januar 1963      | Johannes Dieckmann                                       | Präsident der Volkskammer der DDR |
| 10. Mai 1963         | Natalia Iwanowna Sokolowa                                | sowjetische Kunstwissenschaftlerin |
| 10. Mai 1963         | Stepan Sergejewitsch Tschurakow                          | sowjetischer Restaurator |
| 10. Mai 1963         | Andrej Alexandrowitsch Guber                             | sowjetischer Restaurator, Professor |
| 11. März 1964        | Otto Grotewohl                                           | Vorsitzender der SED, Vorsitzender des Ministerrates der DDR |
| 04. Oktober 1969     | Walter Weidauer                                          | 1945 – Stadtrat, Erster Bürgermeister; 1946 bis 1958 – Oberbürgermeister der Stadt Dresden |
| 26. April 1979       | Wilhelm Rudolph                                          | Maler und Grafiker, Professor |
| 25. Juni 1979        | Gret Palucca                                             | Tanzpädagogin, Professor |
| 19. Dezember 1982    | Max Seydewitz                                            | Schriftsteller, Kulturpolitiker, 1947 bis 1952 – Ministerpräsident in Sachsen ab 1956 Generaldirektor der Staatlichen Kunstsammlungen Dresden, Professor                                                                                            |
| 13. Juni 1986        | Karl Friedemann                                          | Widerstandskämpfer und Parteiveteran (SED) |
| 02. September 1988   | Martin Flämig                                            | Kreuzkantor, Professor |
| 12. Dezember 1988    | Liesel Schuch-Ganzel                                     | Opernsängerin |
| 26. September 1989   | Manfred von Ardenne                                      | Wissenschaftler, Leiter des Forschungsinstituts „Manfred von Ardenne“ |
| 28. März 1996        | Hans Nadler                                              | Chefkonservator im Institut für Denkmalpflege Dresden |
| 05. Juli 2003        | Christof Ziemer                                          | ev. Pfarrer, Mitglied der Bürgerbewegung 1989 |
| 31. März 2006        | Eberhard Burger                                          | Baudirektor der Dresdner Frauenkirche |